# Титов, Владимир Тихонович
Владимир Тихонович Титов (9 августа 1951, село Студенки, Усманский район, Воронежская область, РСФСР — 26 сентября 2016, Воронеж, Российская Федерация) — советский и российский лингвист доктор филологических наук, ректор Воронежского государственного университета (2006—2011), почётный работник высшего образования Российской Федерации.

## Биография
В 1974 году окончил факультет романо-германской филологии Воронежского государственного университета (ВГУ).
В 1972—1973 годы работал переводчиком министерства мелиорации и водного хозяйства СССР на Кубе.
С 1974 года — преподаватель, с 2004 года — доцент, с 2010 года — профессор кафедры романской филологии ВГУ.
В 1995—1999 годы — декан факультета романо-германской филологии.
С 1999 года — проректор, в 2006—2011 годы — ректор ВГУ. Председатель Совета ректоров вузов Воронежской области.
В 2010—2013 годы — заведующий кафедрой итальянской филологии, с 2013 г. — кафедрой романской филологии.
В 2015—2016 годах — декан факультета романо-германской филологии ВГУ.

## Научная деятельность
Кандидатская диссертация «Соотношение системно-языкового и речевого аспектов категории модальности (на материале модальности предположения русского и испанского языков)» защищена в диссертационном совете при Саратовском государственном университете (1988). Докторская диссертация «Принципы квантитативной лексикологии (на примере романских языков)» по специальности «сравнительно-историческое, типологическое и сопоставительное языкознание» защищена в диссертационном совете при Тверском государственном университете (2005). С 2006 года имеет учёное звание «профессор» (2006).
Занимался исследованиями в области сопоставительной лингвистики и теории перевода. В частности, им впервые теоретически обоснован, методически разработан и практически реализован параметрический метод выделения ядра лексико-семантической системы.
Автор около 200 опубликованных работ, в том числе 3 монографий, среди них: «Общая квантитативная лексикология романских языков» (Воронеж, 2002), «Частная квантитативная лексикология романских языков» (Воронеж, 2004).
С 2001 года являлся председателем научного совета Воронежского Межрегионального института общественных наук, созданного при поддержке Министерства образования РФ, АНО «ИНО-Центр (Информация. Наука. Образование.)», Института перспективных российских исследований им. Кеннана (США), Корпорации Карнеги в Нью-Йорке (США), Фонда Джона Д. и Кэтрин Т. МакАртуров (США).
Также занимал посты директора Центра современных европейских языков и перевода и руководителя Китайского центра при ВГУ.

## Награды и звания
Почётный работник высшего профессионального образования РФ (2001).